# ولادیمیر ریبیرو
ولادیمیر ریبیرو (به انگلیسی: Wladimir Ribeiro) (زادهٔ ۱۷ ژوئن ۱۹۶۷) شناگر اهل برزیل است.